# كيم سونغ يون (ممثلة مواليد 1991)
كيم سونغ يون (بالكورية: 김성은)‏ هي ممثلة كورية جنوبية. ولدت يوم 23 يوليو 1991 في سونغنام في كوريا الجنوبية.